# Stenus juno
Stenus juno es una especie de escarabajo del género Stenus, familia Staphylinidae. Fue descrita científicamente por Paykull en 1789.
Habita en Reino Unido, Suecia, Noruega, Finlandia, Alemania, Austria, Estonia, Países Bajos, Francia, Rusia, Luxemburgo, Canadá, Estados Unidos, Japón, Bélgica, Dinamarca, Irlanda, Italia, Ucrania, Polonia, Bielorrusia y Liechtenstein.